# فهرست رودخانه‌های فنلاند

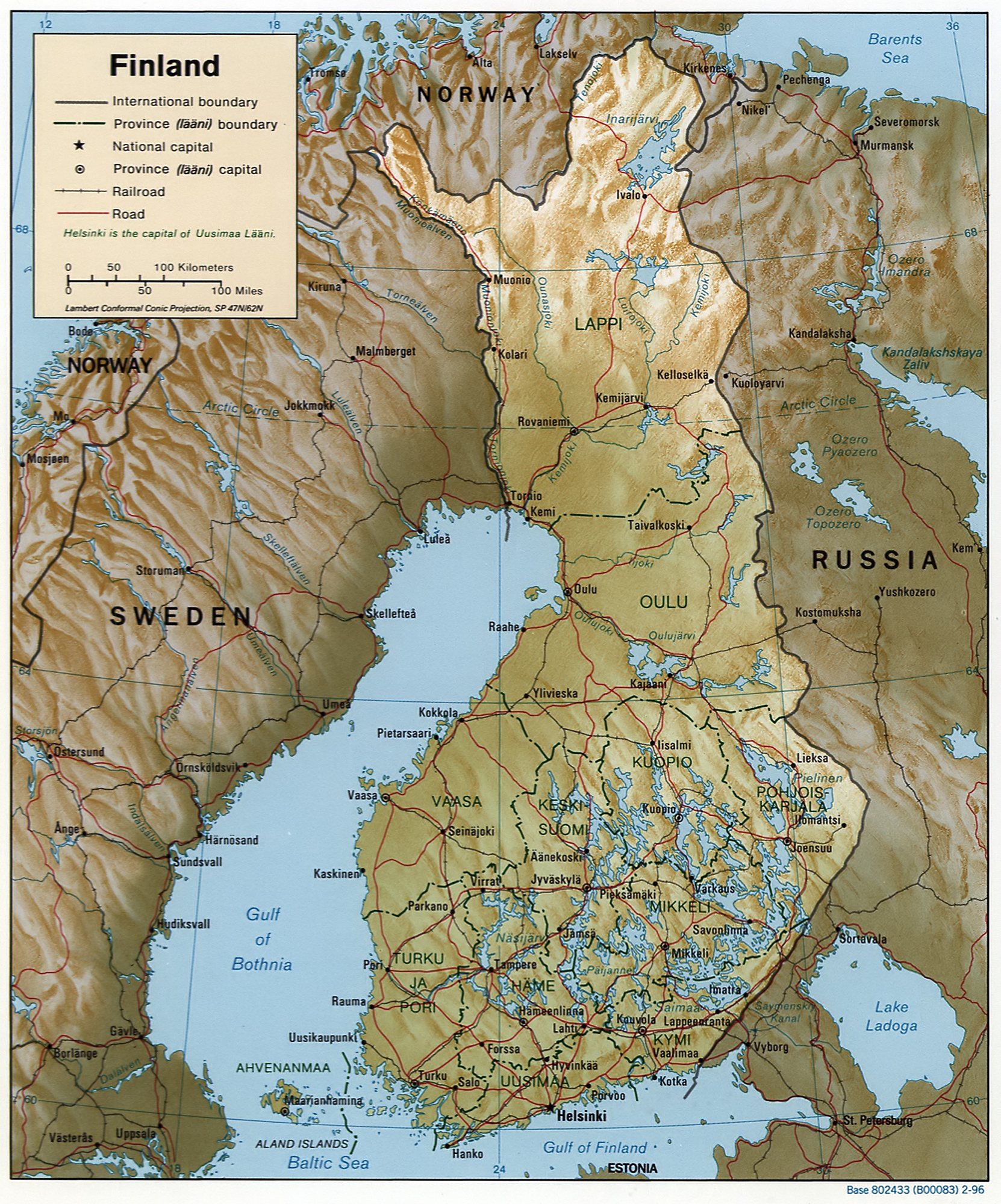
رودهای فنلاند در نقشه این کشور

این فهرستی از رودخانه‌های فنلاند است. فهرست با رودخانه‌هایی شروع می‌شود که از شمال، یعنی از مرز سوئد به دریای بالتیک می‌ریزند. شعبه‌ها در پایین صفحه در جهت بالادست فهرست شده‌اند.
آب رودخانه از فنلاند مستقیماً به دریای بالتیک می‌ریزد که در اینجا به خلیج بوتنیو خلیج فنلاند و دریای مجمع الجزایر بین آنها تقسیم می‌شود. برخی از رودخانه‌ها به روسیه می‌ریزند یا به خلیج فنلاند یا به دریای سفید ختم می‌شوند و تعدادی نیز از طریق روسیه یا نروژ به اقیانوس منجمد شمالی می‌رسند.
در فنلاند دریاچه‌های زیادی وجود دارد و بنابراین این فهرست شامل چندین دریاچه نیز می‌شود که رودخانه‌ها از آن‌ها می‌گذرند یا از آنجا شروع می‌شوند. با توجه به تعداد زیاد دریاچه‌ها به‌ویژه در دریاچه فنلاند، جایی که جریان‌های آب به جای رودخانه‌های طولانی، از زنجیره‌ای از دریاچه‌ها تشکیل می‌شوند، برخی از رودخانه‌ها با حوضه آبریز بزرگ نیز می‌توانند بسیار کوتاه باشند یا ممکن است فقط یک تنداب کوتاه بین دریاچه‌های بزرگ وجود داشته باشد. مانند تامرکوسکی در تامپره.

## رودخانه‌هایی که بهخلیج بوتنیمی‌ریزند
- رودخانه تورن (در تورنیو و هاپاراندا) - مرز با سوئد
  - تنگلیون‌یوکی (در آواساکسا)
  - منیون‌یوکی(در نزدیکی پایالا) - مرز با سوئد
    - کنکمانو (در نزدیکی کارسووانتو) - مرز با سوئد
      - لتسنو (نزدیک کارسووانتو)
- کمی‌یوکی (درکیمی)
  - اوناسیوکی (در رووانیمی)
    - نککله‌یوکی (نزدیک هتا)
    - ککلو‌یوکی (نزدیک هتا)

  - رودان‌یوکی (نزدیک اوی‌کاراینن)
  - از دریاچه کمی‌یروی می‌گذرد
  - کیتینن (نزدیک پلکوسنیمی)
    - لویرو (نزدیک پلکوسنیمی)
    - یسیویوکی (در سدان‌کوله)

  - تنیویوکی (نزدیک ساووکوسکی) - از روسیه جریان دارد
    - کوالایوکی (در سالا، فنلاند) - از روسیه جریان دارد

  - وریویوکی (در مارتی)
- سیمویوکی (در سیمو)
- ای‌یوکی (در ای-فنلاند)
  - سیوروان‌یوکی (در اولی-ای)
  - لیوویوکی (نزدیک پوداس‌یروی)
- کیمینکی‌یوکی (در هاوکی‌پوداس)
- رودخانه اولو (در اولو)
  - دریاچه اولویاروی
    - کیهیمن‌یوکی (در پالتامو)
    - رود کایانی کایانی)
- رودخانه پیه‌یوکی
- رودخانه کالایوکی (در کالایوکی)
- لستییوکی (در هیمانکا)
- پرهون‌یوکی (در کوکولا)
- لاپوانیوکی ( در نیوکارلبو)
- ککمن‌یوکی (در پری)

## رودخانه‌هایی که به دریای مجمع الجزایر می‌ریزند
- لاایوکی (درمینه‌مکی)
- مینه‌یوکی (در مینه‌مکی)
- اورایوکی (در تورکو)
- پایمیون‌یوکی (در پایمیو)
- هالیون‌یوکی(در سالو)
- اوسکلانیوکی (در سالو)
- پرنیونیوکی (در پرنیو، سالو)

کیسکونیوکی (در کیسکو، سالو)

## رودخانه‌هایی که به خلیج فنلاند می‌ریزند
سوارتون (راسه‌پوری)
رودخانه وانتا (در هلسینکی)
کراوان‌یوکی (در وانتا)
پوروونیوکی(در پوروو)
کومی‌یوکی (در کوتکا)
دریاچه پیینه
یامسنیوکی (در یمسه)

## رودخانه‌هایی که به روسیه، به خلیج فنلاند می‌ریزند
- آب این رودخانه‌ها از طریق دریاچه لادوگا و رودخانه نوا به دریا می‌ریزد.
- رودخانه ووئوکسی (در ایماترا)

- دریاچه سایما

- یانیسیوکی
- توهمایوکی
- کیتینیوکی در کیته
- هیتولانیوکی  در راوتیاروی

## رودخانه‌هایی که به روسیه، بهدریای سفیدمی‌ریزند
- پیستویوکی(جنوب شرقی کوسامو) - به رودخانه کم در روسیه می‌ریزد.
- اولانکایوکی (شمال شرقی کوسامو) - به رودخانه کوودا در روسیه می‌ریزد.

- کیتکانیوکی (نزدیک مرز روسیه)
- کووسینکی‌یوکی (نزدیک مرز روسیه)
- رودخانه تونتسایوکی (در سالا) - به رودخانه کودا در روسیه می‌ریزد

## رودخانه‌هایی که به روسیه یا نروژ، به اقیانوس منجمد شمالی می‌ریزند
لوتویوکی - به رودخانه تولوما در روسیه می‌ریزد
پاتسیوکی - مرز بین نروژ و روسیه
یوتووانیوکی (در روستای ایناری)
نتما - به نروژ می‌رود
تانا - به نروژ، مرز بین فنلاند و نروژ می‌ریزد
اوتسیوکی نزدیک کاریگاسنیمی - مرز بین فنلاند و نروژ

## بر حسب طول
این لیستی از رودخانه‌ها است که بیش از ۱۰۰ رودخانه است کیلومتر، که به‌طور کامل یا جزئی در مرزهای فنلاند قرار دارند.
| رودخانه         | طول (در داخل فنلاند) | رودخانه مرزی | طول کل      | یادداشت                                       |
| --------------- | -------------------- | ------------ | ----------- | --------------------------------------------- |
| کمی‌یوکی         | ۵۵۰ کیلومتر          |              | ۵۵۰ کیلومتر |                                               |
| ای‌یوکی          | ۳۳۰ کیلومتر          |              | ۳۳۰ کیلومتر |                                               |
| اناسیوکی        | ۲۹۸ کیلومتر          |              | ۲۹۸ کیلومتر | انشعاب کمی‌یوکی                                |
| کیتینن          | ۲۷۸ کیلومتر          |              | ۲۷۸ کیلومتر | انشعاب کمی‌یوکی                                |
| منیون‌یوکی       |                      | ۲۳۰ کیلومتر  | ۲۳۰ کیلومتر | به طور کامل از مرز فنلاند و سوئد عبور می کند. |
| لویرو           | ۲۲۷ کیلومتر          |              | ۲۲۷ کیلومتر | انشعاب کمی‌یوکی                                |
| کومی‌یوکی        | ۱۸۰ کیلومتر          |              | ۱۸۰ کیلومتر |                                               |
| رودخانه تورن    |                      | ۱۸۰ کیلومتر  | ۵۲۲ کیلومتر | مرز بین فنلاند و سوئد                         |
| سیمویوکی        | ۱۷۲ کیلومتر          |              | ۱۷۲ کیلومتر |                                               |
| رودخانه ایوالو  | ۱۷۰ کیلومتر          |              | ۱۷۰ کیلومتر |                                               |
| کیمینکی‌یوکی     | ۱۷۰ کیلومتر          |              | ۱۷۰ کیلومتر |                                               |
| رودخانه پیه‌یوکی | ۱۶۲ کیلومتر          |              | ۱۶۲ کیلومتر |                                               |
| پرهون‌یوکی       | ۱۵۵ کیلومتر          |              | ۱۵۵ کیلومتر |                                               |
| تنویوکی (نروژ)  |                      | ۱۵۲ کیلومتر  | ۳۴۴ کیلومتر | مرز بین فنلاند و نروژ                         |
| سیکایوکی        | ۱۵۲ کیلومتر          |              | ۱۵۲ کیلومتر |                                               |
| ککمن‌یوکی        | ۱۵۰ کیلومتر          |              | ۱۵۰ کیلومتر |                                               |
| رودان‌یوکی       | ۱۵۰ کیلومتر          |              | ۱۵۰ کیلومتر | انشعاب کمی‌یوکی                                |
| لاپوان‌یوکی      | ۱۴۷ کیلومتر          |              | ۱۴۷ کیلومتر |                                               |
| پوروونیوکی      | ۱۳۰ کیلومتر          |              | ۱۳۰ کیلومتر |                                               |
| کالایوکی (رود)  | ۱۳۰ کیلومتر          |              | ۱۳۰ کیلومتر |                                               |
| کورون‌یوکی       | ۱۲۷ کیلومتر          |              | ۱۲۷ کیلومتر |                                               |
| لیوویوکی        | ۱۲۵ کیلومتر          |              | ۱۲۵ کیلومتر | انشعاب ای‌یوکی                                 |
| سیوروان‌یوکی     | ۱۲۰ کیلومتر          |              | ۱۲۰ کیلومتر | انشعاب ای‌یوکی                                 |
| لایمی‌یوکی       | ۱۱۴ کیلومتر          |              | ۱۱۴ کیلومتر | انشعاب ککمن‌یوکی                               |
| کارویان‌یوکی     | ۱۱۰ کیلومتر          |              | ۱۱۰ کیلومتر |                                               |
| ماسکویوکی       | ۱۱۰ کیلومتر          |              | ۱۱۰ کیلومتر |                                               |
| اولویوکی        | ۱۰۷ کیلومتر          |              | ۱۰۷ کیلومتر |                                               |
| اولانکایوکی     | ۱۰۵ کیلومتر          |              | ۱۳۵ کیلومتر | قسمتی در روسیه                                |
| نوریتایوکی      | ۱۰۵ کیلومتر          |              | ۱۰۵ کیلومتر |                                               |
| کی‌هیمن‌یوکی      | ۱۰۵ کیلومتر          |              | ۱۰۵ کیلومتر |                                               |
| پایمیون‌یوکی     | ۱۰۵ کیلومتر          |              | ۱۰۵ کیلومتر |                                               |
| وانتا (رودخانه) | ۱۰۱ کیلومتر          |              | ۱۰۱ کیلومتر |                                               |
| لیکسان‌یوکی      | ۸۰ کیلومتر           |              | ۱۳۲ کیلومتر | از سمت مرز روسیه شروع می‌شود                   |
| تنیویوکی        | ۶۲ کیلومتر           |              | ۱۲۶ کیلومتر | حدود نیمی از آن در روسیه است                  |
| رودخانه ووئوکسی | ۱۵ کیلومتر           |              | ۱۵۰ کیلومتر | بیشتر در سمت مرز روسیه                        |